# Fernando Lesme
Fernando José Lesme Lesme (Luque, 8 de abril de 2002) es un futbolista paraguayo  que juega como delantero en el Club General Caballero (JLM) de la Primera División de Paraguay, cedido por el Celaya FC.

## Trayectoria

### Potros del Este
Fue anunciado como nuevo jugador de los Potros del Este a mediado del 2021. Hizo su debut con el club en la Primera División de Panamá el 21 de agosto de 2021 en el empate 1 a 1 contra el CD Plaza Amador en el Estadio Maracaná de Panamá en donde entró al minuto 80 y anotó el gol del empate al minuto 90.  Disputó 11 partidos y anotó 2 goles en el Torneo Clausura 2021 y jugó 11 partidos y anotó 3 goles en el Torneo Apertura 2022.

### Municipal Grecia
El 6 de junio de 2023 fue anunciado su cesión al Municipal Grecia. Debutó con el club en la Primera División de Costa Rica el 7 de agosto de 2022 en la derrota 0 a 1 contra el AD San Carlos en el Estadio Allen Riggioni entrando al minuto 59, disputó 13 partidos y anotó 8 goles en el Campeonato Apertura 2022 Siendo el máximo goleador del dicho campeonato, también disputó 4 partidos y anotó 3 goles en la Copa Suerox 2022. Al inicio del 2023 el club compró al jugador, jugó 20 partidos y anotó 6 goles en el Campeonato Clausura 2023.

### Celaya FC
El 26 de junio de 2023 fue anunciado su cesión al Celaya Fútbol Club. Debutó con el club en la Liga de Expansión MX el 11 de agosto de 2023 en el empate 1 a 1 contra el CD Tapatío en el Estadio Omnilife entrando al minuto 84. En el Torneo Apertura 2023 Liga de Expansión jugó 12 de partidos y anotó 5 goles y en el Torneo Clausura 2024 Liga de Expansión jugó 2 partidos.

### LD Alajuelense
El 19 de enero de 2024 fue anunciado su cesión a la Liga Deportiva Alajuelense. Debutó con el club el 28 de enero de 2024 en la derrota 0 a 1 contra el CS Cartaginés en el Estadio Alejandro Morera Soto en donde fue suplente y entró al minuto 66.

### C.D. Lugo
El 12 de septiembre de 2024, llega cedido por una temporada desde el Celaya F.C. mexicano, al Club Deportivo Lugo.

## Clubes
| Club                         | País       | Año           |
| ---------------------------- | ---------- | ------------- |
| Potros del Este              | Panamá     | 2021 - 2022   |
| Municipal Grecia             | Costa Rica | 2022 - 2023   |
| Celaya FC                    | México     | 2023          |
| Liga Deportiva Alajuelense   | Costa Rica | 2024          |
| Club Deportivo Lugo          | España     | 2024          |
| Club General Caballero (JLM) | Paraguay   | 2025-presente |